# Distenia rufobrunnea
Distenia rufobrunnea là một loài bọ cánh cứng trong họ Cerambycidae.